# PIKA
PIKA（ピカ）は、株式会社ソディックLEDが提唱する照度の単位(記号：pk)で、任意の照明機器を光源とし、光源に垂直な10m四方の面積内で新聞を読むことができる照度（約5.0lx）が得られるとき、光源からの距離をPIKAとする。

## 由来
国際単位系（SI）の照度の単位である『lx』では単位面積あたりの光束を表現することができるが、照明機器の実用上の性能を端的に伝えることは容易ではなかった。そこで、2013年5月株式会社ソディックLEDは任意距離で新聞が読める照度を「PIKA」（ピカ）と定義することにより、照明機器の実用上の性能を端的に表すことを提唱した。
例．100m先の10m四方の面積内で新聞が読める照度＝100pk